# Porcellionides steini
Porcellionides steini är en kräftdjursart som beskrevs av Arcangeli1935. Porcellionides steini ingår i släktet Porcellionides och familjen Porcellionidae. Inga underarter finns listade i Catalogue of Life.